# Jimaní
Jimaní – miasto na Dominikanie; stolica prowincji Independencia. Siedziba gminy o tej samej nazwie.

## Opis
Gmina położona na zachodzie Dominikany, zajmuje powierzchnię 473 km² i liczy 10 026 mieszkańców 1 grudnia 2010.